# Okólnichi
Okólnichi (del ruso: окольничий) es un antiguo rango y posición en la corte de los gobernantes de Moscú desde la invasión mongola de Rusia hasta las reformas de gobierno de Pedro el Grande. La palabra se deriva de la palabra rusa para "cerca, cercano", con el significado de "el que se sienta cerca del zar".
Los deberes de los primeros okólnichi incluían organizar los viajes de kis grandes príncipes y zares, las residencias para los embajadores extranjeros y presentar a estos a la corte.
Inicialmente su número era muy reducido, pero con el tiempo creció, adquiriendo más deberes, Un okólnichi podía dirigir una oficina estatal (prikaz) o un regimiento, podía ser embajador o miembro de la duma estatal. Este rango era el segundo más alto tras el de boyardo, aunque a menudo se encargaran de las mismas tareas. Según el sistema de méstnichestvo, una persona no podía ser nombrada boyardo si no existía alguien en su familia que hubiera ostentado ese título o el de okólnichi recientemente. Consecuentemente, esta última posición social era un paso previo para los que no eran nobles para que se les otorgara la boyardía. Incluso el príncipe Dmitri Pozharski, aunque fuera un knyaz ruríkida por nacimiento y "Salvador de la Patria" por gracia real, no podía aspirar a una posición mayor que la de okólnichi, ya que ni sus padres ni sus tíos habían poseído jamás un rango mayor que el de stólnik.
Bajo los Románov, a las dieciocho familias más nobles de Moscovia se les otorgó el privilegio de comenzar su carrera oficial desde el rango de okólnichi, sin tener que pasar por ninguno de los rangos inferiores, como el de stólnik. Por la misma época, se diferenció entre los okólnichi, de modo que algunos de ellos (los okólnichi cercanos) tenían más rango que los boyardos no cercanos. Los términos derivan de la cercanía de su asiento a la posición del zar en la mesa de este último.